# Raz-B
De'Mario Monte Thornton (Cleverland, Ohio, 13 de junio de 1985), mejor conocido por su nombre artístico Raz-B, es un cantante, rapero y actor estadounidense, conocido por haber sido miembro de la boy band de R&B B2K.

## Carrera
Nacido en Cleveland, Ohio, Raz B se convirtió en miembro del grupo B2K en 1998. Durante su tiempo en el grupo, B2K lanzó su álbum, Pandemonium!, y realizaron una gira. La primera película en el que participó el grupo, You Got Served, se estrenó en 2004, poco antes de que anunciaran la disolución del grupo.
Raz lanzó su primer sencillo, Fire, en mayo de 2007. Fire debutó oficialmente en las listas de Billboard en la semana del 12 de mayo. Logró entrar en la lista Hot R&B/Hip-Hop Singles Sales, y debutó en el puesto número 2. También llegó al puesto número 2 en la lista Billboard Hot Singles Sales. No hubo promoción detrás del sencillo cuando debutó, porque Raz B estaba impulsando su música a un nivel independiente.
El 19 de marzo de 2010, Raz B lanzó su primer mixtape titulado Boy 2 King. En 2011, Elayne Rivers, representante comercial de Raz B desde hace mucho tiempo, anunció que el artista realizaría una gira por China. A lo largo de la gira, Raz B realizó espectáculos en varias ciudades importantes de China.
El 19 de agosto de 2013, durante una actuación en la provincia de Zhejiang, Raz B intentó detener una pelea entre el público y fue golpeado en la cara con una botella de vidrio. Los informes iniciales fueron que había caído en coma, pero informes posteriores indicaron que se trataba de información errónea, etiquetada como un engaño, y que se recuperaría por completo pronto.

## Álbumes con B2K
| Año  | Álbum                            | US  | US R&B | UK |
| ---- | -------------------------------- | --- | ------ | -- |
| 2002 | B2K (Gold)                       | 2   | 1      | -  |
| 2002 | B2K: The Remixes - Volume 1 (EP) | 129 | 47     | -  |
| 2002 | Pandemonium! (Platinum)          | 10  | 3      | 35 |
| 2002 | Santa Hooked Me Up (EP)          | 132 | 35     | -  |
| 2003 | The Remixes - Volume 2 (EP)      | 192 | 38     | -  |
| 2004 | B2K Greatest Hits                | -   | 76     | -  |

### Sencillos con B2K
| Año  | Sencillo                                   | Posiciones más altas en los gráficos | Posiciones más altas en los gráficos | Posiciones más altas en los gráficos | Posiciones más altas en los gráficos | Álbum                     |
| Año  | Sencillo                                   | US Hot 100                           | US R&B                               | US Rhythmic Top 40                   | UK singles                           | Álbum                     |
| ---- | ------------------------------------------ | ------------------------------------ | ------------------------------------ | ------------------------------------ | ------------------------------------ | ------------------------- |
| 2002 | Uh Huh                                     | 37                                   | 20                                   | 14                                   | 35                                   | B2K                       |
| 2002 | Gots Ta Be                                 | 34                                   | 13                                   | 14                                   | -                                    | B2K                       |
| 2002 | Why I Love You                             | 73                                   | 19                                   | -                                    | -                                    | B2K and Pandemonium!      |
| 2002 | Bump, Bump, Bump (con P. Diddy)            | 1                                    | 2                                    | 1                                    | 24                                   | Pandemonium!              |
| 2003 | Girlfriend                                 | 30                                   | 19                                   | 15                                   | 10                                   | Pandemonium!              |
| 2003 | Feelin' Freaky (Nick Cannon featuring B2K) | 92                                   | 46                                   | -                                    | -                                    | Nick Cannon               |
| 2003 | What A Girl Wants                          | -                                    | 47                                   | -                                    | -                                    | Pandemonium!              |
| 2003 | Uh Huh 2003                                | -                                    | -                                    | -                                    | 31                                   | The Remixes - Volume 2    |
| 2004 | Badaboom (feat. Fabolous)                  | 59                                   | 29                                   | 22                                   | 26                                   | You Got Served Soundtrack |
| 2008 | Body Up (sin Omarion)                      |                                      |                                      |                                      |                                      |                           |

*A principios de 2008, se lanzó una canción llamada Body Up; Raz-B lidera esta canción, junto con los miembros de B2K J-Boog y Lil' Fizz. Omarion no participó en el regreso del grupo.

### Discografía como solista
| Raz B - Fecha de lanzamiento: FIRE en mayo de 2007 (descarga digital) y alcanzó el puesto #120 en las listas Billboard. - Sencillos: - Fire - Go Girl - "Follow My Lead" - "Official" - "Na Na Na" |

* Boy 2 King: The Mixtape EP. Lanzamiento: 19 de marzo de 2010 (descarga digital)
- Paradox-EP. Lanzado el 20 de marzo de 2012.[5]

## Filmografía
| Películas  | Películas         | Películas | Películas                                  |
| Año        | Título            | Papel     | Notas                                      |
| ---------- | ----------------- | --------- | ------------------------------------------ |
| 2004       | You Got Served    | Vick      | Acreditado como DeMario Thornton           |
| 2005       | Pieces of a Dream |           |                                            |
| 2009       | Love Sick Diaries |           |                                            |
| 2009       | Caged Innocence   |           |                                            |
| 2014       | Homies兄弟        | Raz B     | con Parres Craft                           |
| Televisión |                   |           |                                            |
| Año        | Título            | Papel     | Notas                                      |
| 2006       | Noah's Arc        | Tashi     | 1 episodio                                 |
| 2023       | Bad Boys          | Él mismo  | Miembro principal del elenco (Temporada 2) |